# Carl Woese
Carl Richard Woese (ur. 15 lipca 1928 w Syracuse, zm. 30 grudnia 2012 w Urbanie) – amerykański mikrobiolog i fizyk, znany przede wszystkim z opisania i zaklasyfikowania archeonów. Jako pierwszy przedstawił, lecz pod inną nazwą, hipotezę świata RNA.
W 1992 otrzymał Medal Leeuwenhoeka – najwyższe odznaczenie dla mikrobiologa. W 2000 był laureatem National Medal of Science. W 2003 otrzymał Nagrodę Crafoorda, przyznawaną przez Królewską Szwedzką Akademię Nauk.
Był odkrywcą archeonów i autorem propozycji podziału świata żywego na trzy domeny (archeony, bakterie i eukarionty). Jego „uniwersalne drzewo rodowe”, wyznaczone na podstawie badań rRNA, było wielkim osiągnięciem i jest powszechnie publikowane, ale wiadomo już, że błędnie odtwarza stosunki pokrewieństwa eukariontów, a może też prokariontów.